# آن دروال
آن دروال (انگلیسی: Anne Dorval؛ زادهٔ ۸ نوامبر ۱۹۶۰) یک هنرپیشه اهل کانادا است. وی از سال ۱۹۸۴ میلادی تاکنون مشغول فعالیت بوده‌است.
از فیلم‌ها یا برنامه‌های تلویزیونی که وی در آن نقش داشته است می‌توان به تپش‌های قلب، من مادرم را کشتم، به‌هرحال لارنس و مامان اشاره کرد.